# Sherlock – Der Reichenbachfall
Der Reichenbachfall (Originaltitel: The Reichenbach Fall) ist die sechste Episode aus der britischen Fernsehserie Sherlock und die letzte der zweiten Staffel. Die Erstausstrahlung erfolgte am 15. Januar 2012 bei der BBC, die deutsche Premiere war am 28. Mai 2012 im Ersten.

## Handlung
John Watson sucht seine Therapeutin auf, da er den Tod seines engen Freundes Sherlock Holmes nicht verkraften kann. Die eigentliche Geschichte wird in einer Rückblende erzählt. Es werden dankbare Klienten gezeigt, für die Holmes Fälle gelöst hatte, wodurch er teils unerwünschte Aufmerksamkeit in den Medien erlangt hatte, zum Beispiel durch das Auffinden von Turners Gemälde Der Reichenbachfall.
James Moriarty löst Alarm im Tower of London aus, um an die britischen Kronjuwelen zu gelangen, öffnet gleichzeitig über sein Handy den Tresor der Bank of England und entriegelt alle Zellen im Pentonville-Gefängnis. Bevor er die Schutzscheibe der Vitrine mit den Kronjuwelen mithilfe eines Kaugummis, einem Diamanten und einem Feuerlöscher einschlägt, schreibt er darauf die Worte „Get Sherlock“, was von der Überwachungskamera aufgezeichnet wird. Auf dem Thron sitzend und mit den Juwelen behangen lässt er sich verhaften. Sherlock soll im Prozess gegen Moriarty aussagen. Obwohl er ihn als kriminelles Superhirn beschreibt und bewusst keine Evidenz zu dessen Verteidigung anführt, wird dieser freigesprochen, weil er die Geschworenen mittels Gewaltandrohung gegenüber ihren Familien erpresst. Nach seinem Freispruch besucht er Sherlock und droht ihm mit den Worten „Ich schulde es Ihnen“.
Sherlock und John Watson untersuchen die Entführung der beiden Kinder des britischen Botschafters in den Vereinigten Staaten. Die Entführung der Kinder aus dem Internat ist Teil einer Verschwörung von Moriarty. Damit will er die Leute glauben lassen, dass Sherlock alle seine Fälle selbst inszenierte. Moriarty hat die entführte Tochter des Botschafters so traumatisiert, dass sie beim Anblick von Sherlock in Panik gerät. Sergeant Donovan, eine Mitarbeiterin von Sherlocks Vertrauten bei Scotland Yard, Detective Inspector Lestrade, verdächtigt Sherlock und will ihn verhaften. Sherlock flüchtet jedoch mit John als „Geisel“, da beide mit Handschellen aneinander gefesselt sind. Sie finden heraus, dass Moriarty mit „Get Sherlock“ die kriminelle Unterwelt auf ihn hetzen möchte, indem er die Kriminellen glauben lässt, Sherlock wäre im Besitz eines Computer-Codes, mit dem man alle Sicherheitssysteme umgehen könne.
Sherlock und John brechen in das Haus einer Journalistin ein, die ein Exposé über Sherlock veröffentlicht hat. Dort treffen sie auf die Journalistin und dann auch auf Moriarty, der eine gefälschte Identität als Richard Brook (oder Rich-Brook, „Reichen Bach“ auf Deutsch) besitzt. Moriarty mimt als Brook einen Schauspieler, den Sherlock angeblich bezahlte, die Figur Moriarty zu spielen, um als Meisterdetektiv dazustehen. Sherlocks Image nimmt durch die falschen Medienberichte weiter Schaden, und so startet er einen letzten Schachzug. Sherlock lässt John allein, um Molly im Leichenschauhaus zu besuchen und sie um Hilfe zu bitten. John geht in den Diogenes Club zu Sherlocks Bruder Mycroft, weil er sich sicher ist, dass Moriarty die Details aus Sherlocks Leben von Mycroft erhalten hat, was der auch zugibt. Inzwischen glaubt Sherlock, dass Moriarty ihm den Computer-Code während seines früheren Besuchs durch Tippen mit den Fingern übermittelte und somit in seinem Kopf versteckt hat.
John findet Sherlock im Labor des St Bartholomew’s Hospital, verlässt ihn aber wieder, nachdem er hört, dass Mrs. Hudson, ihre Hauswirtin, angeschossen wurde. Sherlock simst Moriarty, sich mit ihm auf dem Dach des Hospitals zu treffen, um das „letzte Problem“ zu lösen. Sherlock macht geltend, dass er mit dem Code nun auch Richard Brook elektronisch löschen und Moriartys wahre Identität aufdecken könne. Moriarty verrät, dass es nie einen Code gegeben und er nur die Sicherheitsleute des Towers bestochen habe. Sherlock müsse nun Selbstmord begehen, indem er vom Dach des Hauses springe, oder Moriartys Scharfschützen würden John, Mrs. Hudson und Lestrade töten. Sherlock wird klar, dass nur Moriarty mit einem Befehl die Tötungen abblasen kann. Als Sherlock Moriarty suggerieren kann, dass er bereit ist, alles zu tun, um ihm diesen Befehl zu entlocken, und dadurch Moriarty überzeugt, dass sie damit gleich sind, begeht Moriarty Selbstmord, indem er sich selbst in den Kopf schießt. Da Moriarty den Tötungsbefehl nun nicht mehr widerrufen kann, muss Sherlock öffentlich zu Tode kommen. Die Nachricht von seinem Selbstmord war das Signal an die Scharfschützen, dass sie Sherlocks engste Vertraute am Leben lassen.
John hat inzwischen Mrs. Hudson unversehrt angetroffen und so herausgefunden, dass die Nachricht, dass auf sie geschossen worden sei, ein Ablenkungsmanöver war, und begibt sich auf den Weg zum Hospital. Als Sherlock John sieht, erklärt er ihm per Telefon, dass dieses Telefonat sein „Abschiedsbrief“ sei und dass die Behauptung Moriartys und der Medien, er sei immer ein Schwindler gewesen, wahr sei. Er bittet John, ihn im Auge zu behalten, während er gleich vom Dach des Hospitals springen werde. Sherlock springt vor den entsetzten Augen Johns, der zu ihm eilen will, jedoch von einem Radfahrer angefahren zu Boden stürzt. Vom Sturz noch völlig benommen, stolpert er zu dem auf dem Bürgersteig liegenden Freund, kann jedoch nicht zu ihm vordringen, da eine größere Gruppe aus Krankenhauspersonal ihn umringt. John sieht, wie Sherlock auf einer Rollbahre ins Krankenhausinnere weggebracht wird.
Die Episode kehrt zurück zu Johns Therapiesitzung, in der er nicht in der Lage war zu sprechen. Mycroft wird beim Lesen der Boulevardzeitung The Sun gezeigt, welche auf der Titelseite die Schlagzeile „Falsches Genie begeht Selbstmord“ zeigt. Später besucht John mit Mrs. Hudson Sherlocks Grab. Untröstlich bekräftigt er dort seinen Glauben an Sherlock und bittet ihn, nicht tot zu sein. Nachdem John weggegangen ist, sieht man hinter einem Grabstein den lebenden Sherlock stehen.

## Kanon-Verweise
- In den Gesprächen zwischen Holmes und Moriarty erwähnt Letzterer „das letzte Problem“. Dies verweist auf Sir Arthur Conan Doyles Kurzgeschichte Das letzte Problem.
- Moriartys Einbruch in den Tower und die Gerichtsverhandlung erinnern an den Film Die Abenteuer des Sherlock Holmes.
- Watson wird durch einen Anruf zu Mrs. Hudson gerufen, die angeblich angeschossen wurde. In Das letzte Problem wird er von einem Boten weggerufen, da eine Frau aus seiner Herberge schwer krank sei und einen englischen Arzt verlange.
- Holmes springt vom Dach des St Bartholomew’s, nachdem Moriarty sich erschossen hat. In Das letzte Problem stürzen beide an den Reichenbachfällen in die Tiefe.

## Veröffentlichungen
Diese Episode ist, zusammen mit den beiden weiteren Folgen der zweiten Staffel, am 29. Mai 2012 in Deutschland sowohl auf DVD als auch Blu-ray Disc erschienen.